# Райнхард фон Найперг
Райнхард фон Найперг (на немски: Reinhard von Neipperg; † 14 май 1377, битка при Ройтлинген, Тюбинген, Баден-Вюртемберг) е благородник от род Найперг от Швабия.

## Произход
Той е син на Енгелхард фон Найперг († 28 юни 1362/10 ноември 1371). Внук е на Вармунд фон Найперг († 1295) и Аделхайд фон Твингенберг. Резиденцията на фамилията от 12 век е замък Найперг, днес в Бракенхайм в Баден-Вюртемберг.

## Фамилия
Райнхард фон Найперг се жени за Мехтилд фон Геминген, дъщеря на Дитрих II фон Геминген († ок. 1374) и Елизабет фон Мауер († 1354). Те имат децата:
- Метца фон Найперг († 25 най 1414), омъжена за Дитер IV фон Хандшухсхайм († 20 декември 1402)
- Елизабет фон Найперг († пр. 1406), омъжена за Райнхард фон Зикинген († 31 юли 1422), байлиф на Лаутербург, фогт на Хайделберг
- Анна фон Найперг (* ок. 1345; † 1415), омъжена ок. 1367 г. за Випрехт I фон Хелмщат († 5 декември 1408)
- Еберхард фон Найперг († 1 януари/15 май 1406), женен пр. 1 юли 1380 г. за Елизабет фон Хиршхорн († сл. 1397), дъщеря на Енгелхард II фон Хиршхорн († 1387) и шенка Маргарета фон Ербах († 1381/1383); II. за фон Бетендорф; от първия брак баща на:
  - Еберхард фон Найперг († 13 август 1450), женен за Магдалена фон Ментцинген
  - Райнхард II фон Найперг († сл. 1468), господар на Шайгерн, байлиф на Елзас, женен за Магдалена фон Зикинген († сл. 1442)